# Ogoa simplex
Ogoa simplex är en fjärilsart som beskrevs av Walker 1856. Ogoa simplex ingår i släktet Ogoa och familjen tofsspinnare. Inga underarter finns listade i Catalogue of Life.